# Hans Hug (Schultheiss, 1555)
Hans Hug († September/Oktober 1555 in Volpiano) war ein Luzerner Schultheiss und Gesandter.

## Leben
Hans Hug war der Sohn der Anna geborene Studer und des gleichnamigen Kleinrats, der 1534 starb. Er heiratete Martha, die Tochter des Schultheissen Peter Tammann.
Hug war aktiver Metzger und Besitzer eines Hofs in Kriens. Im Jahr 1530 zog er in den Grossen Rat ein und stieg 1535 in den Kleinen Rat auf, dem er bis zu seinem Tod angehörte. In den Jahren 1548, 1550, 1552 und 1554 übte er das Amt des Schultheissen aus. Hug war Inhaber der Landvogteien Kriens-Horw (1531–1533), Entlebuch (1537–1539) und Rothenburg (1545–1547). Im Jahr 1550 wurde er Pfleger des Klosters Eschenbach. Luzern entsandte Hug zwischen 1517 und 1528 vielfach zur Tagsatzung und 1549 nach Frankreich. Am Reichstag zu Augsburg nahm er 1530 ebenfalls als Gesandter teil. 
In den Italienischen Kriegen kämpfte Hug 1515 in der Schlacht bei Marignano. In französischen Diensten hatte er 1542 den Rang eines Hauptmanns und 1554/1555 den Rang eines Obersten. Ferner nahm er 1529 als Hauptmann am Ersten Kappelerkrieg teil.
Hug war Gutsbesitzer und kam 1544 durch das Gut seiner Frau in den Besitz der Herrschaft Heidegg. Mit den Schultheissen Heinrich Fleckenstein und Niklaus von Meggen beteiligte er sich 1554 an einer Bergbauunternehmung zur Gewinnung von «Napfgold». Das Unternehmen war nicht erfolgreich.
Hans Hug starb im September oder Oktober 1555 im Piemont, angeblich wurde er vergiftet.